# Friedrich von Gerolt
Friedrich von Gerolt von Gerolt (ur. 5 marca 1797 w Bonn, zm. 27 lipca 1879 w Linzu) pruski dyplomata i wojskowy.
Studiował na politechnice w Paryżu. Później bronił Prus przed agresją Napoleona. W 1823 był sekretarzem urzędu górniczego w Düren. W marcu 1824 roku udał się do Meksyku, poszukując kopalni srebra, a w 1828 roku opublikował mapę geologiczną. Do Niemiec powrócił w 1836. W latach 1837–1846 konsul pełnomocny Prus w Meksyku. 
W latach 1844–1848 był pruskim ministrem pełnomocnym w USA. Funkcję tę sprawował ponownie w latach 1849-1871. 
jego korespondencja stanowi najważniejsze źródło do dziejów badania stosunków amerykańsko-pruskich w XIX wieku. Kanclerz Otto von Bismarck diagnozując europejską sytuację polityczną doszedł do wniosku, że USA wywierają na nią coraz większy wpływ, więc kazał Geroltowi zdecydowanie zacieśnić stosunki między obu krajami. Syn Abrahama Lincolna, Robert był zakochany w córce pruskiego dyplomaty. Jest uważany za najdłużej urzędującego ambasadora Niemiec w USA.

## Literatura
- Enno Eimers, Preußen und die USA 1850 bis 1867. Transatlantische Wechselwirkungen (= Quellen und Forschungen zur Brandenburgischen und Preußischen Geschichte; Bd. 28), Berlin: Duncker & Humblot 2004